# Led Zeppelin (음반)
| 평가 점수                     | 평가 점수 |
| 출처                          | 점수      |
| ----------------------------- | --------- |
| AllMusic                      | [ 2 ]     |
| Blender                       | [ 3 ]     |
| Encyclopedia of Popular Music | [ 4 ]     |
| MusicHound Rock               | 4/5       |
| Rolling Stone                 | [ 6 ]     |
| The Rolling Stone Album Guide | [ 7 ]     |
| Sputnikmusic                  | 3/5       |

《Led Zeppelin》은 영국의 하드 록 밴드 레드 제플린의 데뷔 스튜디오 음반이다. 1969년 1월 12일, 미국에서, 그리고 3월 31일, 애틀랜틱 레코드에 의해 영국에서 발매되었다.
이 음반은 밴드가 결성된 직후인 1968년 9월과 10월, 런던 올림픽 스튜디오에서 녹음되었다. 1차 리허설에서 짜낸 독창적인 소재가 혼재되어 있으며, 컨템포러리 블루스와 포크를 리메이크하고 재정비한다. 이 세션은 그룹이 녹음 계약을 확보하고 직접 비용을 지불하기 전에 열렸으며, 완료하는 데 36시간 2천 파운드가 채 걸리지 않았다. 그룹의 창립자, 리더, 기타리스트인 지미 페이지가 직접 프로듀싱했다. 밴드 멤버 로버트 플랜트 (리드 보컬, 하모니카), 존 폴 존스 (베이스, 키보드), 존 본햄 (드럼)의 음반에 합류했다. 타악기 연주자 비람 자사니가 한 트랙에 게스트로 참여한다. 이 음반은 글린 존스가 섞였고, 힌덴부르크 참사를 보여주는 상징적인 음반 커버는 조지 하디가 디자인했다.
이 음반은 이 그룹이 블루스와 록의 융합을 보여주었고, 새롭게 부상하고 있는 하드 록 사운드에 대한 그들의 인기는 영국과 미국에서 즉시 상업적으로 성공하여, 몇몇 다른 음반들뿐만 아니라 양국 음반 차트에서 10위 안에 들었다. 비록 이 음반이 처음 발매되었을 때 비판적으로 좋은 반응을 얻지는 못했지만, 비평가들은 그 이후로 이 음반을 더 호의적인 시각으로 보게 되었다. 많은 곡들이 더 길었고 라디오 방송용 싱글로 발매되기에는 적합하지 않았다. 한 싱글은 〈Good Times Bad Times〉로 발매되었다. 하지만 1970년대 AOR 라디오 방송국의 노출과 그 후 몇 년 동안 밴드의 인기의 증가로 인해, 이 음반의 많은 곡들이 클래식 록 라디오 스테이플이 되었다.

## 배경
1968년 7월, 영국의 록 밴드 야드버즈는 두 명의 창립자 멤버인 키스 렐프과 짐 맥카티가 그룹을 탈퇴한 후 해체되었고, 세 번째 멤버인 크리스 드레야는 잠시 후 사진사가 되기 위해 떠났다. 네 번째 멤버인 기타리스트 지미 페이지는 스칸디나비아에서 열린 일련의 콘서트에 대한 이름과 계약상의 의무를 가지고 남겨졌다. 페이지는 노련한 세션 연주자에게 존 폴 존스를 베이시스트로 영입해 달라고 요청했고, 테리 레이드를 가수로, 프로콜 하럼의 B. J. 윌슨을 드러머로 영입하기를 바랐다. 윌슨은 여전히 프로콜 하럼에게 전념하고 있었고, 레이드는 동참을 거부했지만, 8월 버크셔 팡번에 있는 자신의 보트하우스에서 페이지와 만나 음악에 대해 이야기하고 새로운 자료를 작업하는 로버트 플랜트를 추천했다.
페이지와 플랜트는 그들이 좋은 음악적 교감을 가지고 있다는 것을 깨달았고, 플랜트는 친구와 전 밴드 동료인 존 본햄에게 새로운 그룹을 위해 드럼을 칠 것을 요청했다. 페이지, 플랜트, 존스, 본햄의 라인업은 스칸디나비아를 "뉴 야드버즈"로 순회하기 직전인 1968년 9월에 처음으로 리허설을 했는데, 〈Communication Breakdown〉, 〈I Can't Quit You Baby〉, 〈You Shook Me〉, 〈Babe I'm Gonna Leave You〉 그리고 〈How Many More Times〉와 같은 신곡을 연주했다. 이들이 투어에 이어 런던으로 돌아온 후 페이지는 밴드의 이름을 레드 제플린으로 바꾸고, 그룹은 1968년 9월 25일 밤 11시 올림픽 스튜디오에 들어가 데뷔 음반을 녹음했다.

## 녹음
페이지는 음반이 (믹싱 포함)을 만드는 데 36시간(몇 주 동안) 정도의 스튜디오 시간밖에 걸리지 않았다며 스튜디오 청구서에 청구된 금액 때문에 이 사실을 알고 있었다고 말했다. 녹음 시간이 짧은 주된 이유 중 하나는 음반에 선정된 자료들이 스칸디나비아 투어에서 밴드에 의해 잘 리허설되고 미리 짜여져 있었기 때문이다.
그 밴드는 아직 계약을 체결하지 않았고 과도한 스튜디오 시간에 낭비할 레코드 회사 돈도 없었다. 페이지와 레드 제플린의 매니저인 피터 그랜트가 직접 돈을 지불했다. 보고된 총 스튜디오 비용은 1,782파운드였다. 그것은 그들이 회사의 간섭 없이 그들이 원하는 것을 정확히 기록할 수 있다는 것을 의미했기 때문에 자금은 중요했다.
이 음반들을 위해 페이지는 펜더 텔레캐스터를 사이키델릭한 연주했는데, 이것은 1965년 페이지가 야드버즈에 합류할 것을 권고한 후 친구 제프 벡가 그에게 준 선물로서 리드 기타의 에릭 클랩튼을 대신했다. 페이지는 수프로 앰프를 통해 텔레캐스터를 연주했고, 음반의 어쿠스틱 트랙을 위해 깁슨 J-200을 사용했다. 〈Your Time Is Gonna Come〉에서 그는 펜더 10줄짜리 페달 스틸 기타를 사용했다.

## 커버 아트

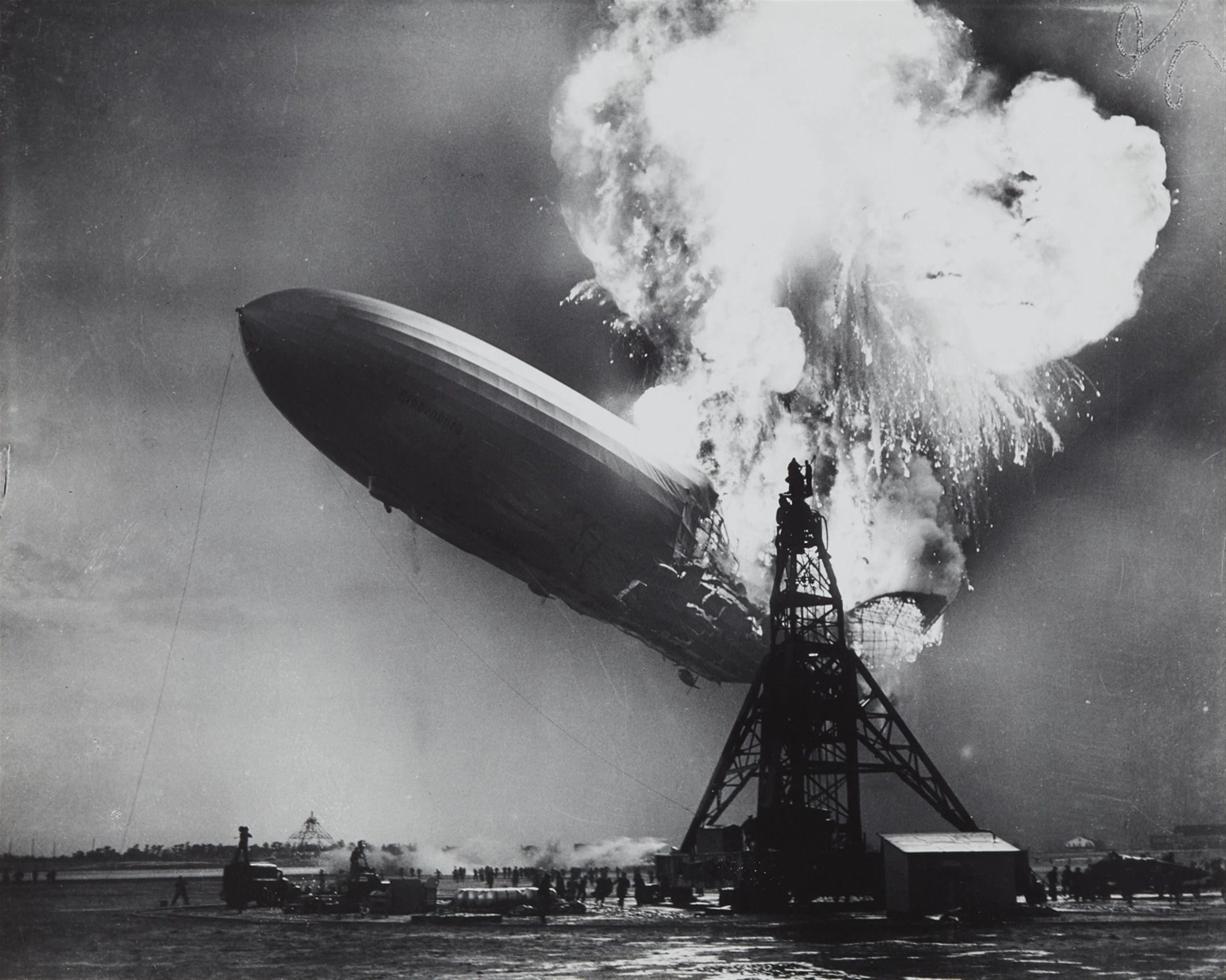
1937년 불이 난 지 몇 초 만에 힌덴부르크 비행선의 이미지는 《Led Zeppelin》 음반 커버로 사용되었다.

페이지가 선정한 《Led Zeppelin》의 앞면 커버에는 1937년 5월, 샘 세어가 촬영한 불타는 힌덴부르크 비행선의 흑백 이미지가 그려져 있다. 이미지는 밴드 이름 자체의 기원을 가리킨다. 페이지, 제프 벡, 더 후의 키스 문, 존 엔트위슬이 그룹을 결성하는 것에 대해 토론하고 있을 때, 문은 "아마도 리드 벌룬처럼 넘어갈 것"이라고 농담을 했고, 엔트위슬은 "리드 제플린!"이라고 대답했다고 한다.
뒷면 커버에는 크리스 드레야가 찍은 밴드의 사진이 실려 있다. 음반의 소매의 전체 디자인은 조지 하디가 조율했고, 밴드는 향후의 소매를 위해 계속해서 공동 작업을 할 것이다. 하디 자신이 직접 앞면 커버 일러스트를 만들어, 라피도그래프 기술 펜과 메조틴트 기법을 사용하여 잉크로 유명한 오리지널 흑백 사진을 렌더링했다.
하디는 원래 자신이 밴드에 샌프란시스코에 있는 오래된 클럽 간판을 바탕으로 한 디자인을 제안했다고 회상했다. 그것은 구름에 떠 있는 제플린 비행선의 다순서적 이미지였다. 페이지는 사양했지만, 그것은 레드 제플린의 첫 두 음반과 다수의 초기 언론 광고의 뒷면 커버의 로고로 유지되었다. 첫 번째 영국 레코드는 밴드 이름과 청록색으로 된 애틀랜틱 로고를 특징으로 했다. 그해 말 주황색 인쇄로 바꾸자 청록색 인쇄 소매가 수집가의 물건이 되었다.
이 음반 커버는 1970년 2월, 코펜하겐에서 열린 공연에서 귀족 에바 폰 체펠린(체펠린 항공기를 만든 사람의 친척)의 법적 위협으로 인해 밴드가 "노브스"로 불리면서 더욱 널리 주목을 받았다. 폰 체펠린은 힌덴부르크의 로고가 화염에 휩싸이는 것을 보자마자 콘서트가 열리는 것에 대한 법적 조치를 취하겠다고 위협했다. 2001년 그렉 콧은 《롤링 스톤》에 "《Led Zeppelin》의 커버는 모든 남근의 영광 속에서 불길에 휩싸인 힌덴부르크 비행선을 보여준다. 그 이미지는 안에 있는 음악, 즉 섹스, 대재앙, 그리고 폭발하는 것들을 캡슐화하는 데 꽤 효과가 있었다."

## 곡 목록
| #  | 제목                         | 작사·작곡                        | 재생 시간 |
| -- | ---------------------------- | -------------------------------- | --------- |
| 1. | 〈Good Times Bad Times〉     | 지미 페이지, 존 폴 존스, 존 본햄 | 2:46      |
| 2. | 〈Babe I'm Gonna Leave You〉 | 앤 브레든, 페이지, 로버트 플랜트 | 6:42      |
| 3. | 〈You Shook Me〉             | 윌리 딕슨, J. B. 르누아르        | 6:28      |
| 4. | 〈Dazed and Confused〉       | 페이지                           | 6:28      |

| #  | 제목                           | 작사·작곡          | 재생 시간 |
| -- | ------------------------------ | ------------------ | --------- |
| 1. | 〈Your Time Is Gonna Come〉    | 페이지, 존스       | 4:34      |
| 2. | 〈Black Mountain Side〉 (기악) | 페이지             | 2:12      |
| 3. | 〈Communication Breakdown〉    | 페이지, 존스, 본햄 | 2:30      |
| 4. | 〈I Can't Quit You Baby〉      | 딕슨               | 4:42      |
| 5. | 〈How Many More Times〉        | 페이지, 존스, 본햄 | 8:27      |

## 인증
| 국가                                                            | 인증        | 판매량/출하량 |
| --------------------------------------------------------------- | ----------- | ------------- |
| 아르헨티나 (CAPIF)                                              | 골드        | 30,000^       |
| 오스트레일리아 (ARIA)                                           | 2× 플래티넘 | 140,000^      |
| 캐나다 (뮤직 캐나다)                                            | 다이아몬드  | 1,000,000^    |
| 프랑스 (SNEP)                                                   | 골드        | 210,875       |
| 이탈리아 (FIMI) since 2010                                      | 플래티넘    | 50,000        |
| 일본 (RIAJ)                                                     | 골드        | 100,000^      |
| 네덜란드 (NVPI)                                                 | 골드        | 50,000^       |
| 스페인 (PROMUSICAE)                                             | 플래티넘    | 100,000^      |
| 스위스 (IFPI 스위스)                                            | 골드        | 25,000^       |
| 영국 (BPI)                                                      | 2× 플래티넘 | 600,000^      |
| 미국 (RIAA)                                                     | 8× 플래티넘 | 8,000,000^    |
| ^출하량을 기반으로 한 인증 · 판매량+스트리밍을 기반으로 한 인증 |             |               |